# Lauren Faust
Lauren Faust (ur. 1974) – amerykańska animatorka pochodzenia polskiego i niemieckiego. 

## Życiorys
Dorastała w Severna Park koło Annapolis w Maryland. Studiowała animację w Kalifornijskim Instytucie Sztuki.

## Życie prywatne
Jest żoną Craiga McCrackena, z którym pracowała nad takimi kreskówkami jak Atomówki czy Dom dla zmyślonych przyjaciół pani Foster. Mają córkę o imieniu Quinn.

## Nagrody
Otrzymała cztery nominacje do Nagrody Emmy (po dwie za każdy wcześniej wymieniony serial animowany) i Nagrody Annie (za Dom dla zmyślonych przyjaciół pani Foster).

## Praca
Lauren Faust odpowiadała za produkcję serialu My Little Pony: Przyjaźń to magia, obecnie jest jego producentem konsultingowym.